# Quevedo
Quevedo är en ort i Ecuador.   Den ligger i provinsen Los Ríos, i den centrala delen av landet, 140 km sydväst om huvudstaden Quito. Quevedo ligger 51 meter över havet och antalet invånare är 119 436.
Terrängen runt Quevedo är huvudsakligen platt. Quevedo ligger nere i en dal. Runt Quevedo är det tätbefolkat, med 383 invånare per kvadratkilometer. Quevedo är det största samhället i trakten. Runt Quevedo är det i huvudsak tätbebyggt.